# Maria Isabella Kirkitadse
 Maria Isabella Kirkitadse, geborene Siemes, geschiedene Schulien, (* 16. Oktober 1971 in St. Wendel) ist eine deutsche Rechtsanwältin und Fernsehdarstellerin.

## Leben
Von 1990 bis 1994 absolvierte sie ein Studium in Saarbrücken. Zwischen 1995 und 1998 folgte ein Referendariat in Nürnberg und München. Am 1. September 1998 erhielt sie die Zulassung zur Rechtsanwältin und ist seit 2000 selbständig in München tätig. Sie war von März 2006 bis März 2013 als Rechtsanwältin in der Serie Richter Alexander Hold aktiv. Nach der Einstellung von Richter Alexander Hold war Kirkitadse zunächst im Testlauf der Scripted-Reality-Show Im Namen der Gerechtigkeit – Wir kämpfen für Sie im Mai 2013 als Rechtsanwältin zu sehen. Von Ende September 2013 bis zur Einstellung des Formates 2016 war sie fester Bestandteil dieser Sendung. Auch hier trat sie unter ihrem Namen „Isabella Schulien“ auf. Seit Februar 2023 tritt sie nach Richter Alexander Hold wie ihr Kollege Stephan Lucas in der Gerichtsshow Ulrich Wetzel – Das Strafgericht wiederum als Isabella Schulien als Verteidigerin auf.
Kirkitadse ist seit 2008 mit ihrem Rechtsanwalt-Kollegen Sewarion Kirkitadse verheiratet, mit dem sie zusammen in einer Kanzlei in München tätig ist. Aus ihrer ersten Ehe hat sie ein Kind. Sie ist Mitglied der CSU.

## Filmografie
- 2005–2008: K11 – Kommissare im Einsatz (4 Folgen)
- 2006–2013: Richter Alexander Hold
- 2013–2016: Im Namen der Gerechtigkeit – Wir kämpfen für Sie!
- seit 2023: Ulrich Wetzel – Das Strafgericht